# FK Obilić
O Fudbalski Klub Obilić (sérvio:Фудбалски клуб Обилић)  é uma equipe de futebol da cidade de Belgrado, na Sérvia. Foi fundado em 1924, e seu nome é em homenagem ao lendário herói medieval sérvio Miloš Obilić. Seu distintivo possui as cores vermelho, branco e azul, com uma esfígie em dourado, porém a equipe compete com uniforme amarelo e azul.
Disputa seus jogos no Miloš Obilić Stadium, em Belgrado, que tem capacidade para 4.508 espectadores. Após a Segunda Guerra Mundial, o nome Obilić foi banido, até 1952. A partir de 1951, o clube jogou sob o nome de Cuburac e, em 1952, o FC Curburac e o FC Sumadija se fundiram, resultando no clube que foi novamente renomeado Obilić.
Atualmente compete na quarta divisão do Campeonato Sérvio de Futebol, porém já foi campeão do Campeonato Iugoslavo em 1998, e vice no ano seguinte. Também foi vice-campeão da Copa da Iugoslávia em 1995 e 1998. Ganhou a Copa de Belgrado em 1963, 1976 e 1991.
A nível europeu, sua melhor temporada foi a de 1998/99, quando disputou a Liga dos Campeões. Naquela oportunidade, chegou até a segunda fase de classificação, onde perdeu para o Bayern de Munique. Com o resultado, foi para a primeira fase da Copa da UEFA, onde foi eliminado pelo Atlético de Madrid. Em outra vez que atingiu a primeira fase desta competição foi em 2001/02, quando foi eliminado pelo FC Copenhague.

## Títulos
- Campeonato Iugoslavo: 1 (1998)